# Михайловское водохранилище (Курская и Орловская области)
Михайловское водохранилище (также Копёнское водохранилище, Железногорское водохранилище) — водохранилище на реке Свапе, расположено на территории двух областей России: Орловской (Троснянский район) и Курской (Фатежский и Железногорский районы).

## География
Расстояние до ближайшего города Железногорска составляет 19 км. Длина водохранилища около 9 км (от реки Свапы до дамбы), в ширину около 1,5 км. Самым крупным населённым пунктом является деревня Копёнки, которая расположена на северном берегу водохранилища. В верховьях, при впадении реки Белый Немёд, образующей рукав в северной части водохранилища, расположены посёлок Богатырёвский и деревня Слободка, выше по руслу Свапы — село Высокое. На южном берегу деревня Гнездилово и посёлок Кривые Выселки. С юга в водохранилище впадают реки Красавка и Сучок. Водохранилище находится в 11 км от федеральной трассы М2 «Крым» и имеет подъезд с твёрдым покрытием со всех сторон водоёма. По берегам водоёма расположено несколько лесных массивов.
Зимой на водохранилище развита рыбалка. В летний период на водоёме проходят соревнования на парусниках. В 3 км от берега водохранилища на территории Фатежского района в селе Игино расположен Курский конный завод.

## Морфометрия
Год ввода в эксплуатацию 1976. Отметка нормального подпорного уровня — 171,0 м над уровнем моря. Площадь зеркала при НПУ — 14,01 км², полный объём водохранилища 41,1 млн. м³, полезный объём 38,76 млн. м³.

## Ихтиофауна
В водоеме встречаются: густера, плотва, лещ, уклейка, окунь, краснопёрка, ёрш, карась, судак, сазан, щука, линь, пескарь, толстолобики; инвазивные виды: серебряный карась и бычёк-песочник; и некоторые другие. Всего 26 видов рыб.

## Хозяйственное использование
Целевое назначение — водоснабжение, рыбное и сельское хозяйство. Согласно «правилам использования водных ресурсов» 1981 года водохранилище используется для нужд сельского хозяйства, Курского зонального рыбопитомника и Михайловского ГОКа. Однако с 2002 года в связи с утверждением новых правил эксплуатации и включением в оборотный цикл водоснабжения Михайловского ГОКа ресурсов рек Чернь, Рясник и Речица забор воды на производственные нужды прекращен.

## Данные водного реестра
По данным государственного водного реестра России, Михайловское водохранилище относится к Днепровскому бассейновому округу, речной бассейн — Днепр (российская часть бассейна), водохозяйственный участок — российская часть бассейна р. Сейм ниже г. Курск. Объект имеет два кода: с названием Михайловское водохранилище — 04010001321499000000010 и с названием Копенское водохранилище — 04010001321499000000030.